# Çò des de Baile (Vilac)
Çò des de Baile o Pedebaile és una casa de Vilac al municipi de Vielha e Mijaran (Vall d'Aran) inclosa a l'Inventari del Patrimoni Arquitectònic de Catalunya.

## Descripció
Es tracta de tot un habitatge amb la cort adossada a migdia,força restaurat.En la planta baixa del casal es desclou una portada que ha perdut bona part dels brancals,amb una llinda monolítica ornada en el centre amb arquets apuntats; l'inferior forma part d'una motllura que seguia l'intradós. En el primer pis,banda esquerra,sobresurt un finestral de fàbrica amb una llinda ornada també amb arquets.Al damunt d'aquest,en el segon pis,compareix una interessant peça rectangular trepanada per cinc òculs que podria considerar-se de tradició preromànica, però que sense dubte lliga més aviat amb les "boques de lop" (colomers)En la façana de carrer, una finestra amb el mateix motiu ornamental que la porta. Finalment el portal de la cort,banda dreta,conserva també elements de fàbrica.Al darrere,conserva una notable borda,amb les façanes ornades amb contraforts. Hom aprofità com a base del banc que hi ha vora de l'entrada principal una notable inscripció en relleu amb una creu al centre que diu: R.R.De ULLDECONA//MIQUEL DE MIQUEL,1722; la creu la identifica amb una làpida funerària més que no pas una llinda d'una porta com podríem pensar (vegeu Coto Margàs). Aquesta làpida és de característiques semblants a la que presideix la porta de la capella particular, dedicada a Era Mare de Diu deth Rosèr, d'ençà de 1726

## Història
D'acord amb el seu nom hi residia l'antic batlle de Vilac, que lògicament s'ha de relacionar amb els De Miquel (o Miguel) .Aquest llinatge amb casa pairal a Çò de Capdet (Vilac) formà a l'edat moderna un important clan de famílies,amb diverses branques establertes a Vilac mateix (Garié, Margàs, Condesa, Sebastià, Bonson i Ramonet), i també a Mont, Vila, Casarilh, i Vielha. Al llarg dels segles XVII i XVII els de Miquel acapararen tota mena d'honors civils i prebendes eclesiàstiques. L'ofici de "baile" de Vilac i Vielha, de fet, se situa en l'origen dels barons de Santa Gèmma, branca que hauria originat un Josep de Miquel (+1556); amb casal en aquell antic esdeveniment marquesos d'Ustou. Això explicaria que el Llibre de Vilac identifiqui Çò de Pedebaile amb Francesc Gargueto (1730). Altrament, la relació amb Ulldecona (Montsià) es comprova en el reverend Llorenç de Miquel, canonge de Tortosa, que retirà a l'ermita de l'Artiga de Lin (+1705). La capella comptava amb un benefici simple de llinatge (1788)